# 阿法拉伐集團
阿法拉伐集團是一家瑞典公司，由古斯塔夫·德·拉瓦尔和奥斯卡·拉姆于 1883 年创立。该公司以提供乳品离心分离解决方案起家，现在从事重工业专用产品生产和提供解决方案，该公司的产品广泛应用于加热、冷却、分离和运输油、水、化学品、饮料、食品、淀粉和药品制造等方面  。

阿法拉伐集團总部位于瑞典隆德，在全球 超过100 个国家设有子公司，包括南非、丹麦、意大利、印度、日本、中国、荷兰和美国。截至 2021 年底，阿法拉伐集团已拥有 18,574 名员工，当年的经营收入为 47.7022 亿美元  。

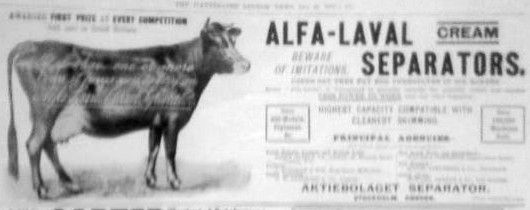
阿法拉伐集團1899 年的广告

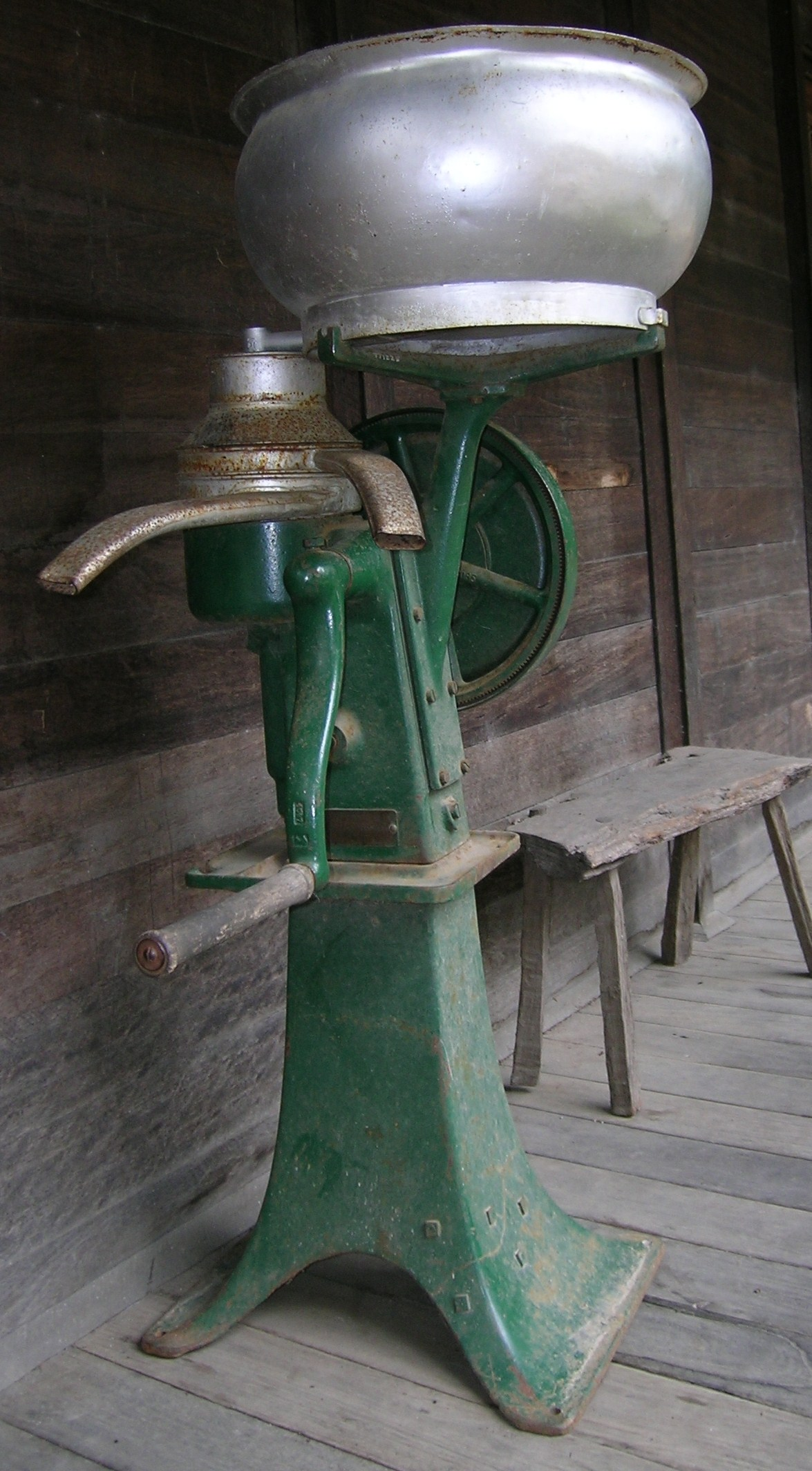
阿法拉伐奶油分离器。

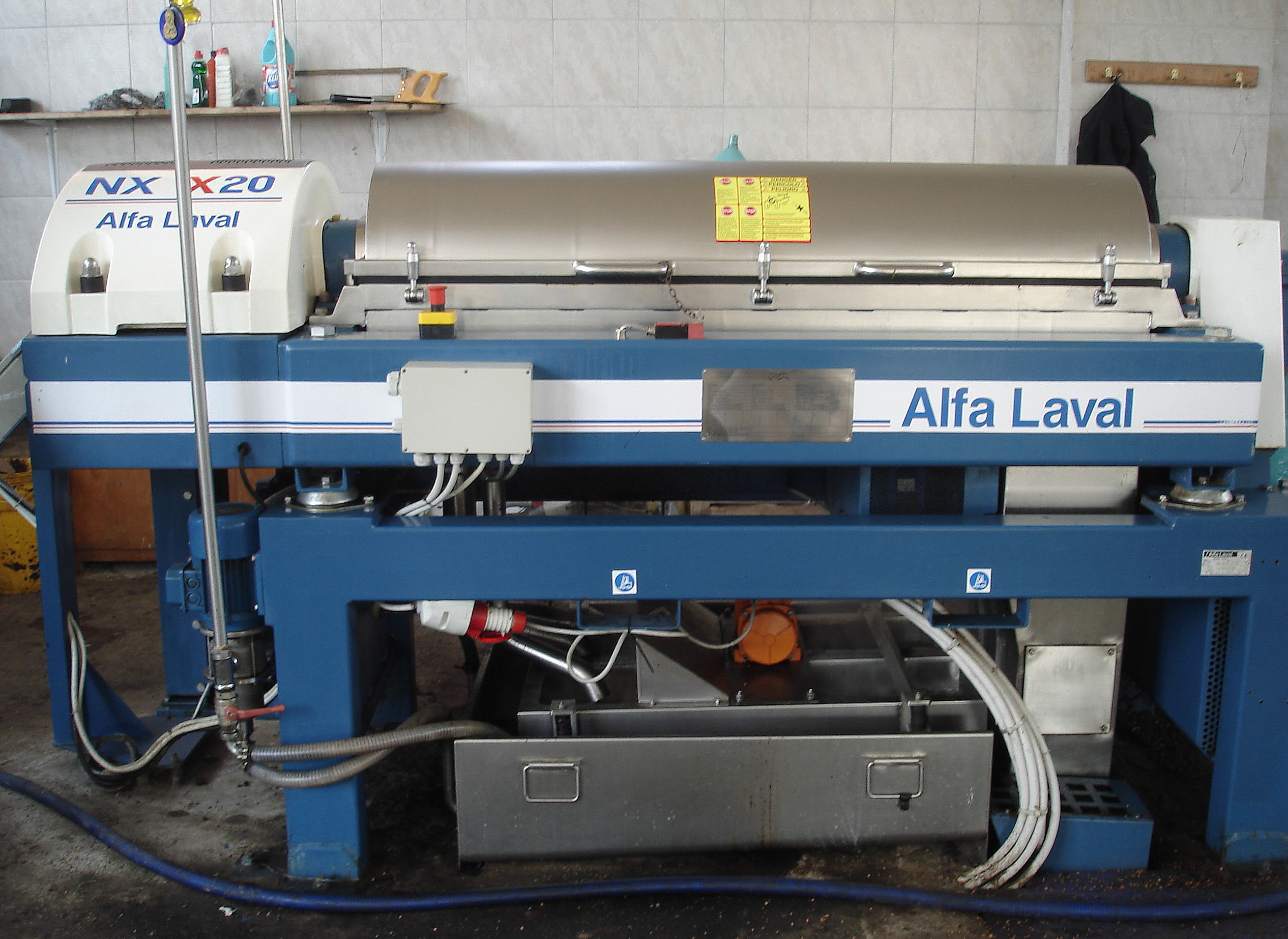
用于希腊橄榄油生产的阿法拉伐卧螺离心机

## 商业管理

### 首席执行官
- 1883–1886 – 奥斯卡·拉姆
- 1887–1915 – 约翰·伯恩斯特伦
- 1915–1922 – 埃里克·伯恩斯特伦
- 1922–1946 – 阿克塞尔·瓦斯特费尔特
- 1946–1960 – 哈里·G·福克纳
- 1960–1980 – 汉斯·斯塔勒
- 1980–1989 – 哈里·福克纳
- 1989–1991 – 拉尔斯·基尔伯格
- 1991–1992 – 拉尔斯·哈尔登
- 1992–1994 – 贡纳·布洛克
- 1995–1998 – 莱夫·罗杰森
- 1997–2004 – 希格·哈拉尔森
- 2004–2016 – 拉尔斯·伦斯特伦
- 2016 年至今 – 汤姆·埃里克森

### 董事会主席
- 1932–1962 – 拉乌尔·诺德林
- 1980–1989 – 汉斯·斯塔尔
- 1991–1998 – 贝蒂尔·哈格曼
- 2000–2003 – 托马斯奥尔德
- 2003 年至今 – 安德斯·纳尔文格